# Death by Stereo
I Death by Stereo sono un gruppo hardcore statunitense. Vennero formati nel 1996 nella contea di Orange, California, da 5 ragazzi. Di quella formazione originale, esclusivamente Efrem Schulz fa ancora parte della formazione. I Death By Stereo sono molto conosciuti per i loro energetici concerti e per gli intricati fraseggi di chitarra.

## Storia del gruppo
Il gruppo venne formato da Ian Fowles, Jarrod Alexander, Efrem Schulz, Paul Miner e Jim Miner quando questi se ne andarono dai loro precedenti gruppi: i Clint, i CleanX ed i D-Cons. Suonarono nel garage di Jarrod per alcuni mesi per poi decidere di registrare una demo. Vennero incise cinque canzoni al For The Record Studios, dove Paul lavorava. Di quelle cinque canzoni, quattro vennero pubblicate sul disco If Looks Could Kill, I'd Watch You Die. Il 5 marzo 1998 suonarono il loro primo show dal vivo, e presto cominciarono a girare per tutto il sud della California. Nel 1998, il gruppo venne scritturato dalla Indecision Records, e l'anno seguente pubblicarono il loro primo disco. Poco dopo Jarrod si trasferì a Boston per studiare musica alla Berklee School of Music, e venne sostituito da Tim Bender. Anche Keith lasciò il gruppo per dedicarsi a tempo pieno ai suoi altri progetti, i Throwdown e gli Eighteen Visions. Venne rimpiazzato da Dan Palmer, già componente degli Eyelid. Per il resto dell'anno il gruppo proseguì il tour.
Nell'inverno del 1999, durante un tour coi Straight Faced e gli Ignite, Brett Gurewitz della Epitaph Records si presentò al gruppo per la pubblicazione di un disco. Nel 2000 i Death By Stereo firmarono per la Epitaph, una delle più grandi etichette punk rock del pianeta. Mentre proseguirono a girare l'America coi Bane e gli Adamantium, finirono la registrazione del secondo disco, Day of the Death, che venne pubblicato nel gennaio del 2001. I Death By Stereo passarono quasi tutto il 2001 in una serie di concerti nel Nord America, con gruppi come Sick of It All, Boysetsfire, The Hope Conspiracy, AFI, Rise Against e Nicotine. Nel frattempo Tim decise di lasciare il gruppo; il suo posto venne preso da Todd Hennig degli Heckle e dei Seven Years War. Successivamente il gruppo fece uscire altri due dischi, entrambi per la Epitaph Records: Into the Valley of Death e Death for Life.
Il chitarrista Tito lasciò il gruppo a metà del 2005. I Death By Stereo suonarono per alcuni mesi come quartetto, finché, nel dicembre del 2005, Jim Miner tornò a far parte del gruppo. Il 3 febbraio 2006 i Death By Stereo suonarono a Santo Domingo, nella Repubblica Dominicana, cominciando un tour chiamato Death to the Third World. Suonarono anche in Venezuela, Colombia, Costa Rica e Messico.
Nel 2007, oltre ad altri cambi di formazione (Todd esce sostituito da Chris Dalley e Jim esce definitivamente dal gruppo lasciando Dan come unico chitarrista), la band rilascia Death Alive, un live registrato nel 2003, in edizione limitata a 2000 copie.

### Musica
La musica dei Death By Stereo attraversa il tradizionale punk rock, l'hardcore ed il metal. Il loro stile, infatti, miscela riff e assoli tipicamente metal, a melodie generalmente punk, risultando un sound noto per l'originalità in una scena, quella punk rock, che sta attraversando un periodo di stagnazione. La loro musica si è evoluta col tempo, anche a causa dei continui cambi di formazione.

### Influenze
I gruppi che hanno influenzato i Death by Stereo sono soprattutto: At the Gates, Bad Brains, Bad Religion, Dead Kennedys, In Flames, Madball, Sepultura, Slayer, Sick of It All e Suicidal Tendencies. Il bassista originale, Paul Miner, disse che i suoi 10 album preferiti sono: Bad Brains - ROIR tape, Minor Threat - Out of Step, Iron Maiden - The Number of the Beast, Iron Maiden - Piece of Mind, Van Halen - II, The Police - Outlandos d'Amour, Dead Kennedys - Fresh Fruit for Rotting Vegetables, Sick Of It All - Scratch the Surface, Refused - The Shape of Punk to Come, Annihilator - Never, Neverland.
In un'altra occasione, Efrem Schulz disse che i suoi 5 dischi preferiti sono: Dead Kennedys - Bedtime for Democracy, Bad Religion - How Could Hell Be Any Worse?, Bad Brains - The Youth Are Getting Restless: Live in Amsterdam, Slayer - Reign in Blood, Iron Maiden - Rock in Rio. Infine, i gruppi preferiti di Efrem Schulz sono: Bad Brains, Fishbone, Slayer, Bad Religion e Mickey Avalon.

## Formazione

### Formazione attuale
- Efrem Schulz - voce
- Dan Palmer - chitarra
- Paul Miner - basso
- J.P. Gericke - chitarra
- Mike Cambra - batteria

### Ex componenti
- Tim "Tito" Owens - chitarra
- Jim Miner - chitarra
- Keith Barney - chitarra
- Ian Fowles - chitarra
- Paul Miner - basso
- Sid Dynamite - basso
- Tim Bender - batteria
- Jarrod Alexander - batteria
- Todd Hennig - batteria

## Discografia

### Album in studio
- 1999 - If Looks Could Kill, I'd Watch You Die
- 2000 - Day of the Death
- 2003 - Into the Valley of Death
- 2005 - Death for Life
- 2009 - Death Is My Only Friend
- 2012 - Black Sheep of the American Dream

### Live
- 2007 - Death Alive

### Apparizioni in compilation
- 2003 - Warped Tour 2003 Tour Compilation
- 2004 - Warped Tour 2004 Tour Compilation
- 2005 - Warped Tour 2005 Tour Compilation